# Курганский, Валентин Антонович
Валентин Антонович Курганский (род. 1937 год) — машинист бульдозера механизированной колонны № 94 треста «Бамстроймеханизация» Министерства транспортного строительства СССР, Амурская область. Герой Социалистического Труда (1990).
Указом № 546 Президента СССР Михаила Сергеевич Горбачёва «О присвоении звания Героя Социалистического Труда участникам сооружения Байкало-Амурской железнодорожной магистрали» от 10 августа 1990 года «за большой вклад в сооружение Байкало-Амурской железнодорожной магистрали, обеспечение ввода в постоянную эксплуатацию на всем её протяжении и проявленный трудовой героизм» удостоен звания Героя Социалистического Труда с вручением ордена Ленина и золотой медали «Серп и Молот».